# Podział administracyjny Luksemburga
Luksemburg składa się z dwunastu kantonów (canton; Kanton), te zaś dzielą się na 102 gminy (Gemeng; commune; Gemeinde). 
Przed 3 października 2015 państwo było dodatkowo podzielone na trzy dystrykty (district; Distrikt).

## Dystrykty

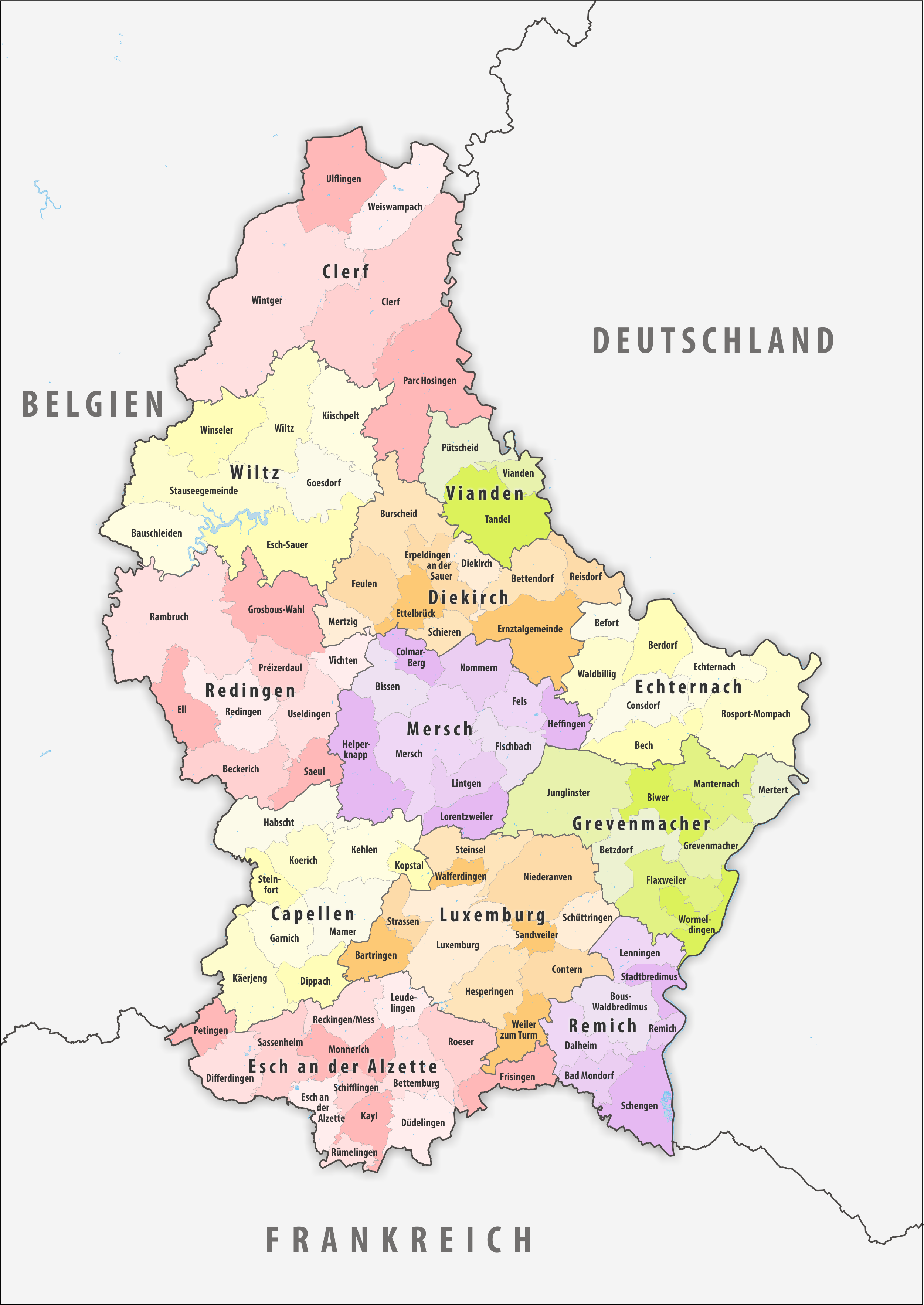
Podział administracyjny Luksemburga 1 i 2 stopnia

Do października 2015 r. Luksemburg był podzielony na trzy dystrykty:
- Diekirch
- Grevenmacher
- Luksemburg

## Kantony
1. Dawny dystrykt Diekirch (Dikrech):
- Clervaux (Klierf; Clerf)
- Diekirch (Dikrech)
- Redange (Réiden; Redingen)
- Vianden (Veianen)
- Wiltz (Wolz)

2. Dawny dystrykt Grevenmacher (Gréiwemaacher):
- Echternach (Iechternach)
- Grevenmacher (Gréiwemaacher)
- Remich (Réimech)

3. Dawny Luksemburg (Lëtzebuerg; Luxembourg; Luxemburg):
- Capellen
- Esch-sur-Alzette (Esch-Uelzecht; Esch an der Alzette)
- Luksemburg (Lëtzebuerg; Luxembourg; Luxemburg)
- Mersch (Miersch)

## Gminy
Gminy (communes) stanowią najniższy podział administracyjny w Luksemburgu.
Prawa miejskie posiada 12 gmin, niektóre od wczesnego średniowiecza: Diekirch, Differdange, Dudelange, Echternach, Esch-sur-Alzette, Ettelbruck, Grevenmacher, Luxembourg, Remich, Rumelange, Vianden, Wiltz.
Miasto Luksemburg, stolica kraju, jest największym miastem.